# Elaine Morganová
Elaine Morganová, OBE (7. listopadu 1920, Pontypridd – 12. července 2013, Merthyr Tydfil) byla velšská spisovatelka a publicistka, hlásící se k feminismu.
Absolvovala Lady Margaret Hall na Oxfordské univerzitě, pracovala v BBC jako autorka populárně naučných pořadů o přírodě. Byla členkou Královské literární společnosti. Je známá především jako autorka teorie do češtiny překládané jako teorie vodní opice. Dvakrát obdržela cenu Britské akademie filmového a televizního umění, byla zařazena na seznam padesáti nejvýznamnějších Velšanů všech dob.